# Ancien hôtel de ville de Niort
L'ancien hôtel de ville de Niort, ou parfois le Pilori, est un édifice médiéval, protégé des monuments historiques, situé dans la ville de Niort, dans le département français des Deux-Sèvres, en région Nouvelle-Aquitaine.

## Historique
Un premier bâtiment est construit à la fin du XIVe siècle en lieu et place de la place du Pilori, lieu médiéval d'exposition des condamnés, sur ordre de Jean de Berry, alors comte de Poitiers. L'édifice est le premier hôtel de ville expressément construit pour les magistrats de la ville. En 1530, une importante campagne de restauration dirigée par l’architecte Mathurin Berthomé donne sa forme actuelle au bâtiment, tout en conservant le beffroi originel du XIVe siècle. Le beffroi est reconstruit en 1694 et un clocher est rajouté à la fin du XIXe siècle au sommet du beffroi.
L'ancien hôtel de ville est classé au titre des monuments historiques par arrêté du 7 mai 1879.

## Architecture
Le bâtiment, s'élevant sur trois niveaux, est posé sur un plan trapézoïdal, dont l'entrée principale se trouve sur le plus petit coté,. La restauration du bâtiment par Berthomé est fait sur un style renaissance, tout en gardant des éléments rappelant la forteresse médiévale : tours flanqués sur les angles, couronnement crénelé et présence de gargouilles. Les façades de l'édifice contiennent trois armoiries en bas relief : une en hommage à Charles VII, et les deux autres portent l'armorial de la ville de Niort.
L'entrée est précédée d'un perron avec un petit escalier à double marche, édifié au XIXe siècle.

## Galerie

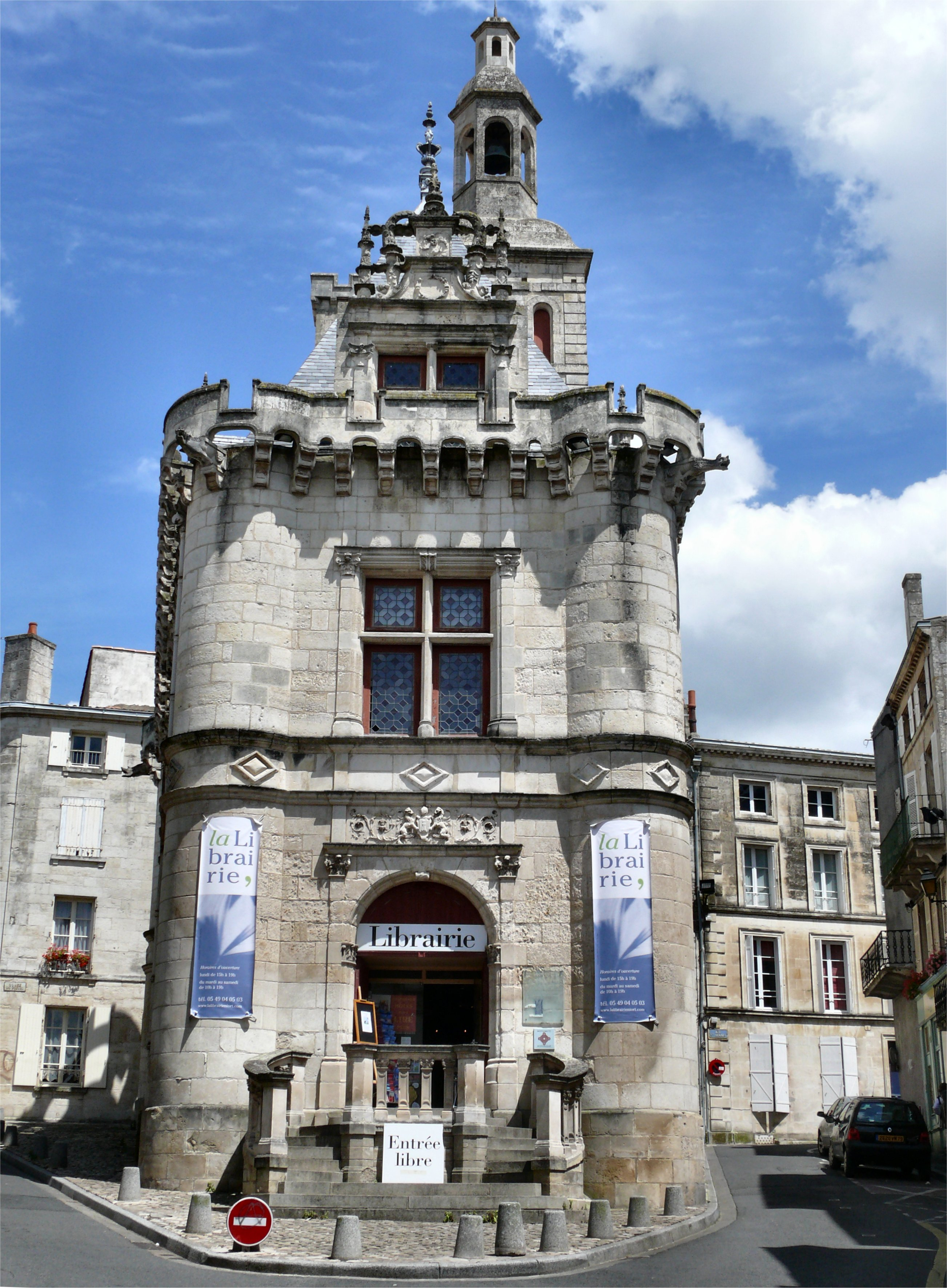
Entrée du bâtiment
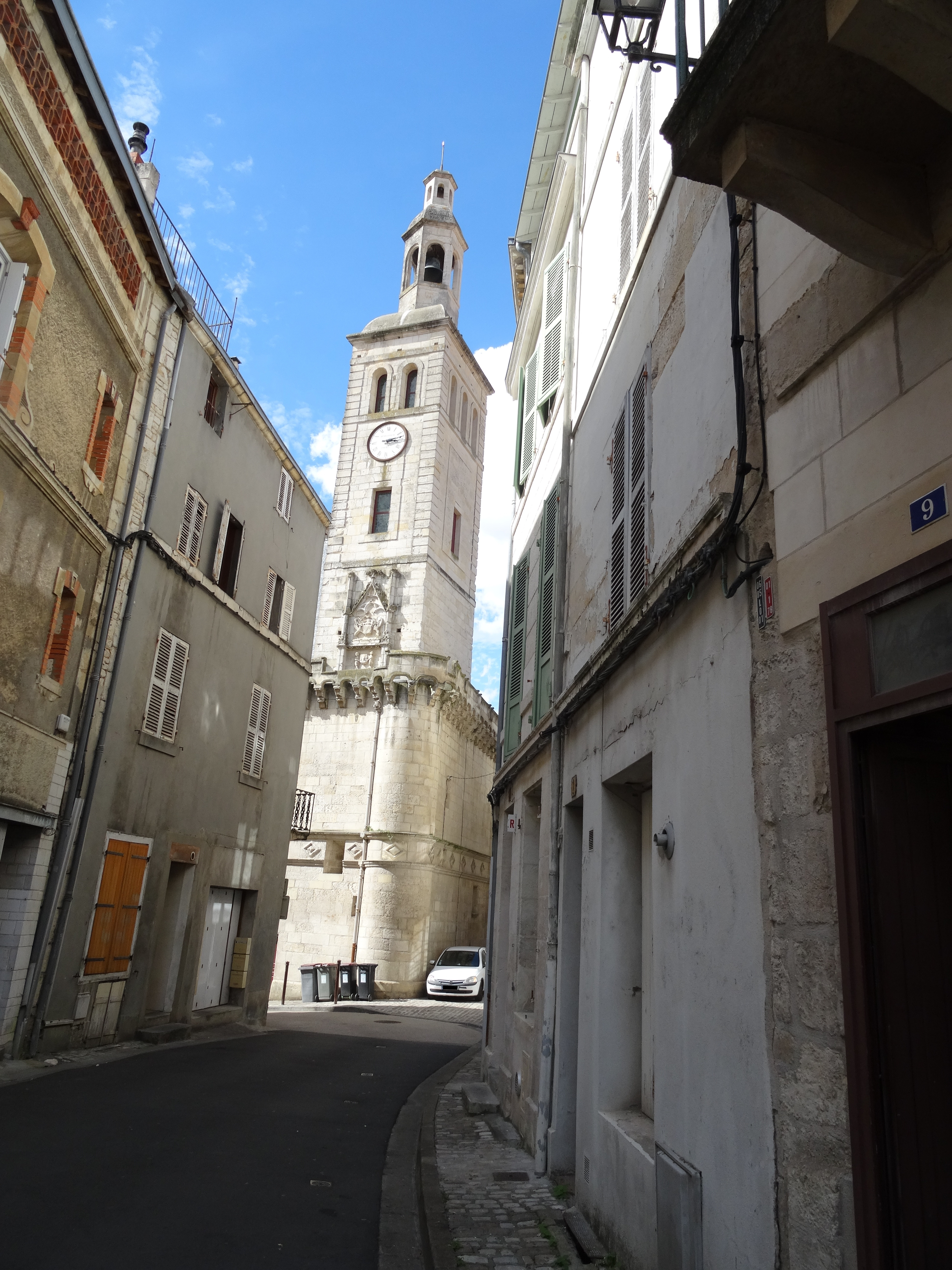
Beffroi
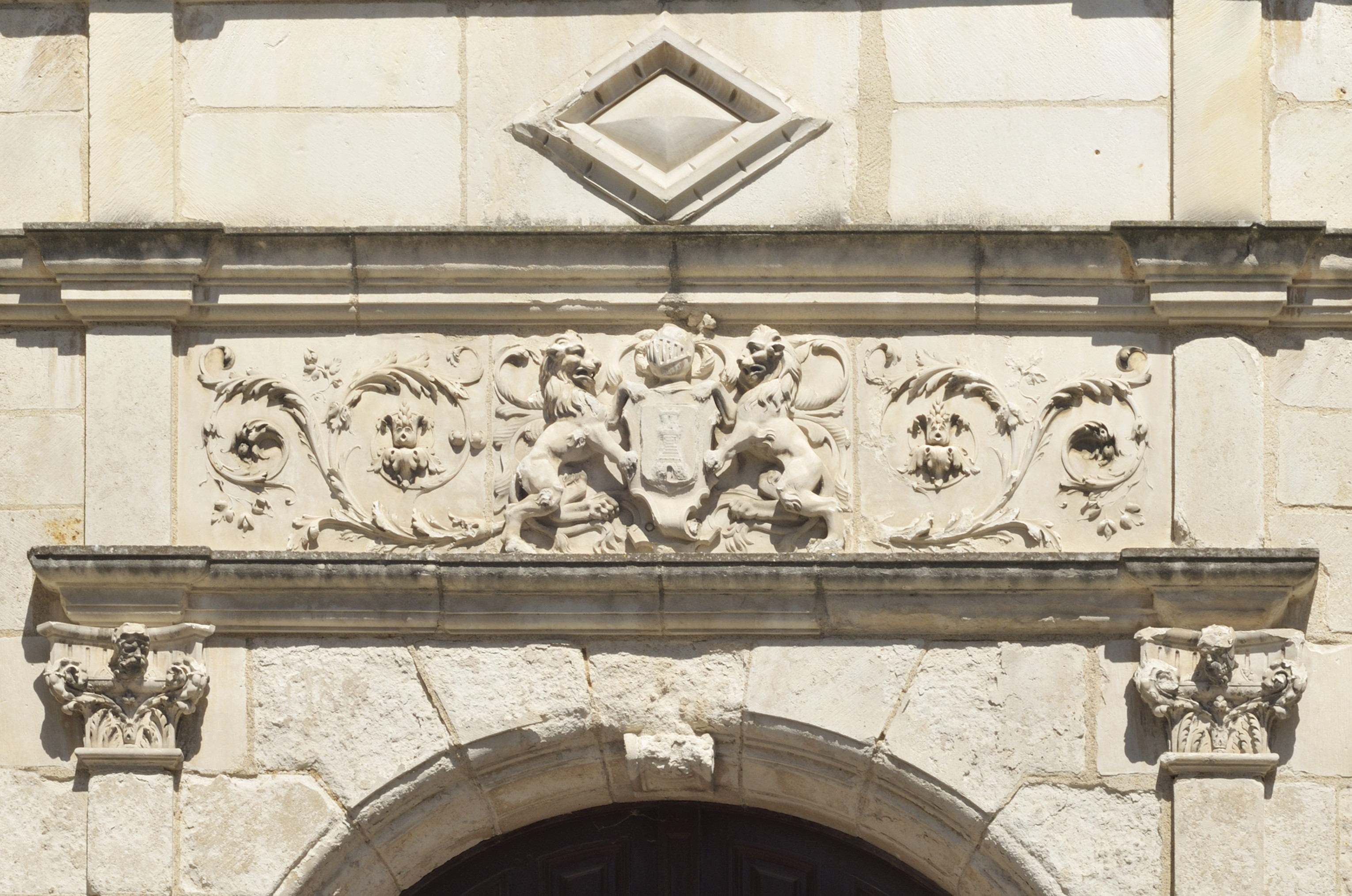
Armorial sur la porte d'entrée